# Contea di Webster (Mississippi)
La contea di Webster (in inglese Webster County ) è una contea dello Stato del Mississippi, negli Stati Uniti. La popolazione al censimento del 2000 era di 10 294 abitanti. Il capoluogo di contea è Walthall.